# Zvenyhorodka
Zvenyhorodka (in ucraino Звенигородка?) è una città ucraina (16 269 abitanti) nel distretto di Zvenyhorodka, nell'oblast' di Čerkasy, in Ucraina. Ospita l'amministrazione della comunità territoriale di Zvenyhorodka, una delle comunità territoriali dell'Ucraina.